# Gormiti

Logo utilizzato dalla Prima serie a Final Evolution

I Gormiti sono una serie di piccole action figure da collezione formata da un gruppo di personaggi immaginari, ideati da Leandro Consumi per Linea GIG di Firenze all'epoca già controllata da Giochi Preziosi di Milano.

## Storia
Precedentemente, negli anni ottanta e novanta, la GiG distribuì delle figure statiche di plastica in bustina con finalità simili, denominate Exogini, che parimenti furono un grande successo. In quel caso si trattava però di una italianizzazione di figure statiche preesistenti ispirate al manga e anime Kinnikuman, dedicato al tema dei wrestler spaziali.
Trovato il nome direttamente in Linea GIG, la creazione grafica e artistica dei personaggi venne affidata a una agenzia pubblicitaria che già serviva l'azienda, la Media Studio di Firenze, che con un proprio collaboratore, Vanni Milli, diede origine a una serie di personaggi. Le illustrazioni vennero affidate ad un gruppo di artisti, fra i quali troviamo Saimon Toncelli che si occupò anche di disegnare il primo storico logo del franchise.
I Gormiti furono distribuiti nei negozi in Italia da Linea GIG dal 2005 e per l'edicola dalla Grani & Partners, società del Gruppo Preziosi.
A partire dalla Seconda Serie, la direzione artistica passò in mano a Gianfranco Enrietto, dove rimase fino alla serie Nature Unleashed. A partire dalla Serie 2018 invece, tale ruolo venne ricoperto da Giorgio Palombi e Gianluca Savalli.

## Caratterizzazione
Per Gormiti generalmente si intendono dei mostriciattoli di plastica, alti circa cinque centimetri, venduti in bustine chiuse, insieme con una carta dedicata al personaggio in questione. Benché le modalità di gioco possibili siano diverse, sono generalmente utilizzati dai bambini nella fascia di età 4-8 anni come pupazzetti da battaglia per il gioco libero e dagli adulti come esemplari da collezione.
I Gormiti sono i guerrieri dell'Isola di Gorm, suddivisi in due grandi fazioni (del bene e del male) secondo una mitologia creata per l'occasione. I due eserciti sono a loro volta suddivisi in vari popoli, usualmente legati a un elemento naturale (Terra, Mare, Aria, Foresta, Vulcano, ...), che ne caratterizza aspetto e poteri.
La meccanica di vendita è analoga a quella delle figurine: la vendita in bustine chiuse ne impedisce la scelta, e comporta l'acquisto di doppioni che a loro volta alimentano un fenomeno di scambio. Il notevole successo ottenuto ha portato alla diffusione di un grande mercato derivato: action figures, carte da gioco, figurine, giochi da tavola, playset, libri e riviste, DVD, uno spettacolo teatrale e così via altri giochi e prodotti marchiati "Gormiti".

## Trama

### Prima Serie
L'isola di Gorm era popolata da creature pacifiche chiamate Gormiti. Un giorno, il Signore del Male, Magor, si risvegliò dal suo sonno all'interno del Monte Vulcano (o Monte di Fuoco) e, per cibarsi, sterminò l'intera popolazione dell'isola con i suoi Guerrieri del Magma e della Lava, capitanati da Magmion e Lavion, e prese i loro Respiri Vitali (la loro fonte di nutrimento). Il Custode della Magia di Gorm, il Vecchio Saggio, riuscì a salvarsi e si rifugiò lontano dall'isola. Le sue lacrime si plasmarono in una nuova fonte di potere, l'Occhio della Vita. Nel frattempo, avendo ucciso chiunque abitasse nell'isola, le forze di Magor rimasero senza nutrimento e furono costrette a ritirarsi nel Monte di Fuoco, cambiando la loro politica dallo sterminio alla schiavitù. Allora il Vecchio Saggio, spinto dall'ideale della pace su Gorm, generò dei nuovi Gormiti grazie al potere dell'Occhio della Vita. Nacquero così i nuovi Popoli della Natura, che sconfissero e cacciarono l'esercito di Magmion e Lavion. Magor però ritornò e lanciò una maledizione sui Popoli di Gorm, che da allora si sarebbero combattuti per il potere. Per Gorm era finita la pace.

### Seconda Serie
Dopo alcune generazioni arrivò il Giorno della Profezia in cui i guerrieri di Gorm dovevano scegliere il loro Campione attraverso un torneo tra i Popoli dell'isola, che nel frattempo si erano evoluti. Quello della Terra scelse Kolossus, così come fecero gli altri, che elessero Barbataus (Foresta), Carrapax (Mare) ed Elios (Aria). Alla fine Carrapax trionfò su Barbataus, ma all'improvviso arrivò Orrore Profondo, il nuovo signore del Popolo del Vulcano, nato dalla fusione dei Popoli del Magma (di Magmion) e della Lava (di Lavion); mentre però stava per sconfiggere il nobile Signore del Mare, gli altri Signori di Gorm accorsero in suo aiuto e sconfissero Orrore Profondo, rendendo l'isola una democrazia. L'aiuto degli altri Signori sancì la veridicità della profezia: "Quando ogni speranza perduta sembrerà, volgi lo sguardo all'orizzonte; una luce brillerà, il vero Principe di Gorm arriverà, e con lui l'alba di una nuova pace inizierà".

### Atomic
Non troppo tempo dopo, però, Magor tornò in vita fondendosi con il Monte Vulcano e donò nuovi poteri ad Orrore Profondo, potenziandolo con la Combustione Atomica. Con l'inganno, il Popolo del Vulcano riuscì anche a portare dalla sua parte il Popolo dell'Aria di Elios (che sarà conosciuto come il Grande Traditore), ai quali Magor fece dono della Magica Leggerezza. A quel punto il Vecchio Saggio inviò il Popolo della Terra alla ricerca della Caverna di Roscamar (per ricevere il potere delle Gemme di Muscor), quello del Mare nella Fossa degli Antichi Spiriti e quello della Foresta nella Foresta Silente, dove ottennero la mutazione che li rese Atomic: così Kolossus ricevette il Vigore Muscoriano, Barbataus apprese l'Antico Mimetismo e Carrapax acquisì la Profonda Bioluminescenza.

### Terza Serie
Gli scontri divennero sempre più violenti fino a quando i tre Signori di Gorm e il Vecchio Saggio non si incontrarono nella Foresta Silente dove, grazie alle loro lacrime, invocarono involontariamente su Gorm il Popolo della Luce, comandato dal Sommo Luminescente, che accorse con la promessa di aiutarli. Magor rispose dando vita ad Armageddon, il nuovo Signore del Vulcano, e Devilfenix, il nuovo Signore dell'Aria (con la differenza che il nuovo Popolo dell'Aria non ha nobiltà rispetto al passato), poi richiamò sull'isola Obscurio, il terribile Signore delle Tenebre, che accorse solo per vendicarsi del Sommo Luminescente, suo acerrimo nemico dalla notte dei tempi. Affidò poi a Devilfenix il compito di trovare il Vecchio Saggio. Nel frattempo arrivarono nuovi Signori in aiuto di Gorm: il Popolo della Terra passò all'Antico Thorg, quello del Mare a Nobilmantis, e quello della Foresta a Grandalbero.

### Mythos
Dopo un po' di tempo i Gormiti si riunirono nella Valle del Destino per quella che sembrava essere la Battaglia Finale. L'esercito del Bene era capitanato da Sommo Luminescente, mentre quello del Male da Obscurio. Intanto nella Caverna di Roscamar il Vecchio Saggio raccolse le forze per effettuare il Rituale dell'Eterno Risveglio. Il Sommo Luminescente raccolse così tutte le sue forze e scaricò la nuova energia sui Popoli alleati, facendo evolvere l'esercito del Bene con il potere Mythos: il Popolo della Terra aveva ritrovato il Vigore Muscoriano, quello del Mare la Profonda Bioluminescenza, e quello della Foresta l'Antico Mimetismo. Di riflesso, Magor infuse energia Mythos a Obscurio, che la passò ad Armageddon e Devilfenix; questi ultimi ottennero rispettivamente la Combustione Atomica e la Magica Leggerezza.

### Final Evolution
Dopo essere stato lanciato nello spazio dal Sommo Luminescente per evitare che esso finisse in mani sbagliate, l'Occhio della Vita si schiantò nuovamente su Gorm potenziato dai poteri del Sole e della Luna ed evolse i Gormiti: L'Antico Thorg diventò Signore del Diamante, Grandalbero della Foresta Infuocata, Nobilmantis del Ghiaccio, Devilfenix dei Fossili, Armageddon del Metallo, il Sommo Luminescente del Sole e Obscurio della Luna. Gli stessi Popoli Energheia (ovvero i primi signori di Gorm che era tornati durante gli eventi dell'evoluzione Mythos) si trasformarono grazie ai 5 Occhi della Vita, che erano i pezzi dell'antico Occhio della Vita esploso per la collisione, ottenendo i poteri Atomic. Lo Scontro Finale era imminente.
La Pianura delle Nebbie fu il teatro dell'ultima battaglia su Gorm. Qui i Signori del Male tentarono il tutto per tutto per impadronirsi dei quattro Occhi della Vita dei nemici, mentre Magor cercò di dissuaderli spiegando loro che non erano ancora in grado di gestire l'enorme potere Neozon. Anche i Signori del Bene, prevedendo le mosse dei loro avversari, agirono nello stesso modo, nonostante il parere contrario del Vecchio Saggio. Come previsto dalle Guide dei Gormiti, l'energia sprigionata durante lo scontro fu troppo potente: la nebbia s'infiammò di un'elettricità misteriosa e nel mezzo del campo di battaglia si formò una grande Bolla Ultradimensionale, che aprì un varco che inghiotti gli eroi Final Evolution e tutti i Signori di Gorm; lo stesso Magor venne risucchiato dalla Bolla Ultradimensionale, e il Vecchio Saggio, per salvare gli Occhi della Vita, si lanciò nel Varco dopo di lui. Soltanto i vigliacchi Magmion, Lavion ed Orrore Profondo, fuggendo dal campo di battaglia, si salvarono dal Vortice Oscuro.

### Quarta serie
Il Vecchio Saggio decise di portare gli Occhi della Vita in un'altra dimensione, sul pianeta Terra, affidandoli a un dinosauro di nome Razzle. Questi, divenuto indifferente al tempo, attraversò le ere e trovò quattro ragazzini umani in cui scorreva la linfa magica, che avrebbe permesso loro di divenire i nuovi Signori della Natura: si chiamavano Toby, con la facoltà di trasformarsi in Signore del Mare, suo fratello minore Nick, in grado di diventare Signore della Terra, e i loro amici Lucas, capace di assumere le sembianze del Signore della Foresta, e Jessica, dotata della capacità di divenire il Signore dell'Aria.

### L'Era dell'Eclissi Suprema
I quattro nuovi Signori della Natura sconfissero ripetutamente Magmion, Lavion ed Orrore Profondo, riuscendo poi a far tornare sull'isola il Sommo Luminescente, grazie all'aiuto del Vecchio Saggio. Non restando però a guardare, Magmion richiamò Obscurio e Armageddon tramite il Codice di Magor. Percependo la nuova minaccia, il Signore della Luce donò ai Signori della Natura nuovi poteri, oltre alla possibilità di attivare le mistiche Armature Dorate. Ne seguirono innumerevoli scontri tra il Bene capitanato dal Sommo Luminescente e il Male capeggiato da Obscurio: era L'Era dell'Eclissi Suprema.

### Titanium
Alla fine, al prezzo del sacrificio del Sommo Luminescente, Toby, Jessica, Nick e Lucas sconfissero Obscurio. Ma tempo dopo, sfruttando il potere del Codice di Magor, Magmion richiamò sull'isola lo stesso Magor, coi cui poteri rubò gli Occhi della Vita e riportò a Gorm Obscurio.

### Neorganic
Toby, Nick, Lucas e Jessica tornarono al Tempio degli Elementi, passaggio utilizzato per giungere a Gorm, e lo trovarono distrutto. Grazie però al Sommo Luminescente, ora divenuto luce purissima, a Razzle e al Vecchio Saggio, i ragazzi ottennero nuovi poteri e la facoltà di trasformarsi in Signori della Natura entrando in contatto col proprio elemento, dando in tal modo inizio all'Evoluzione Neorganic. Intanto, Magor aprì un portale per la Terra e lì si insediò generando un vulcano attivo, il Vulcano di Magor.
Seguirono molti scontri tra il Bene ed il Male, che, grazie alle maledizioni che di volta in volta Magor lanciava sugli Occhi della Vita, stava avendo la meglio. Alla fine, però, Toby, Jessica, Lucas e Nick sconfissero Magor (che tuttavia fuggí insieme ad Obscurio, giurando vendetta) permettendo alla pace di regnare da allora in poi.

### Morphogenesis
Il posizionamento nella continuità classica di questa serie è dubbio a causa delle molteplici incongruenze date al proprio interno e a causa delle molte contraddizioni degli stessi materiali ufficiali che la riguardano, tanto che molti sono portati a considerare questa serie un soft-reboot a sé stante.
Ad ogni modo, la trama della serie parla di una nuova stirpe di eroi del bene, capeggiati da Tellurio il Signore della Terra, Selvans il Signore della Foresta, Eraclion il Signore del Mare e Vega il Signore dell'Aria, che, notando come i propri popoli si fossero allontanati dai loro elementi, riuscirono, tramite il Rituale della Simbiosi, a ricongiungersi nuovamente con la natura a livelli mai visti prima, sbloccando anche l'ulteriore potere di poter fondere i propri corpi per creare i fortissimi Gorgolem. Magmion e Obscurio, Signori del Popolo del Male, vedendo i prodigi dei loro avversari, scongiurarono, con successo, Monte Vulcano di donar loro gli stessi poteri. Ora che tutti a Gorm erano in possesso di questa potenza, lo scontro fra le due fazioni fu solo questione di tempo, senza però svelare quale fazione ebbe infine la meglio sull'altra.

### Luxion
Come per la serie precedente, il posizionamento nella continuità classica di questa serie è dubbio a causa delle molteplici incongruenze date al proprio interno e a causa delle molte contraddizioni degli stessi materiali ufficiali che la riguardano, tanto che molti sono portati a considerare questa serie un soft-reboot a sé stante.
Stando alla trama della serie, moltissimi anni or sono, il pianeta Terra conobbe un'energia tale che non si sarebbe mai più manifestata; tale energia fece nascere i Gormiti, potenti creature legate agli elementi naturali, divisi in tribù: la Tribù della Roccia, la Tribù dell'Acqua, la Tribù del Bosco e la Tribù del Vento. I poteri dei Gormiti andavano però diminuendo via via che essi si allontanavano dal loro elemento; per contrastare tale debolezza le quattro tribù invocarono Leander, una misteriosa entità legata all'essenza stessa della Natura. Leander donò loro la Globosfera di Potenziamento, che permetteva loro di divenire più forti se vi fossero entrati. Invocando Leander, le quattro tribù avevano però anche risvegliato l'incarnazione del Male, ossia Drakonius. Questi, desiderando ardentemente la Globosfera di Potenziamento per sé, arruolò la perfida Tribù del Male, capeggiata da Cerbante, per impossessarsene e sconfiggere gli alleati di Leander. Anche in questo caso non ci è dato sapere quale fazione ebbe infine la meglio sull'altra.

### Nature Unleashed
Come per le due serie precedenti, il posizionamento nella continuità classica di questa serie è dubbio a causa delle molteplici incongruenze date al proprio interno e a causa delle molte contraddizioni degli stessi materiali ufficiali che la riguardano, tanto che molti sono portati a considerare questa serie un soft-reboot a sé stante.
Secondo l'incipit della serie, tremila anni or sono Magor venne sconfitto dal Vecchio Saggio e dai Signori della Natura; sapendo che però non erano riusciti a sconfiggerlo definitivamente, decisero di dividere il Cuore di Gorm, il mistico cristallo che donava loro i poteri della Natura e da sempre bramato da Magor per acquisire il potere assoluto, in cinque Gorm Stone, e di nasconderle nei loro rispettivi regni. Ma dopo il risveglio di Magor, che si appresta a invadere l'Isola di Gorm e a rubare le Gorm Stone, solo i giovani principi dei popoli della Terra, dell'Aria, della Foresta e del Mare potranno opporsi al tiranno e salvare i loro sudditi dalla distruzione. Lord Agrom, Lord Noctis, Lord Tasaru e Lord Piron, infatti, nel loro lungo viaggio assieme, hanno dovuto imparare a dominare le forze degli elementi per potersi trasformare nei nuovi Signori della Natura e a fidarsi l'uno dell'altro, imparando anche a scoprire l'altra faccia del Popolo del Vulcano, dove il fuoco non solo brucia, ma anche riscalda e illumina il percorso nel buio.

### Araldi di Gorm
La prima vera e propria continuità ufficialmente distaccata dalle precedenti.
Sull'Isola di Gorm, quattro ragazzi provenienti dai loro diversi popoli, Trek della Roccia, Ikor del Ghiaccio, Eron del Vento e Riff del Fuoco, vengono scelti come eredi dei Bracciali degli Elementi, potenti artefatti che danno loro il potere di richiamare su Gorm i leggendari guerrieri Gormiti e combattere i malvagi Darkan comandati da Lord Voidus. Guidati da Ao-Ki, Custode della Conoscenza e della Torre degli Elementi dove sono tutelati i Bracciali, i quattro amici dovranno intraprendere un lungo viaggio verso l'adempimento della loro missione.
Quando sembrò che i guardiano fossero riusciti a sconfiggere i Darkan, ecco che in realtà Lord Voidus riuscì ad infondere sé stesso ed i propri sudditi di energia Meka, rendendoli non solo più forti ma anche più determinati a completare la loro losca missione. Conseguentemente, i guardiani ed i loro Gormiti dovettero fare affidamento a Lord Electryon e al suo popolo dei Meka per evolversi a loro volta con la titolare energia, in modo da contrastare i rinnovati Omega Darkan.
Dopo la sconfitta dei Gormiti di Lord Voidus, un nuovo conflitto si apre per i nostri eroi, quando Lord Eklos, signore degli Eklypsion, si ribella al patto di pace con Lord Sol, signore dei Solark, e cerca di utilizzare il Cuore del Titano, un antico artefatto di Gorm, per comandare il Titano degli Elementi, una creature leggendaria e potentissima, in modo da diffondere il caos. Una volta riusciti a sconfiggere gli Eklypsion, ad Eklos non rimane che fuggire via in quella che sembra essere un'altra dimensione, mentre il Cuore del Titano può rimanere al sicuro nelle mani dei Solark. Ora, ai giovani guardiani, si prospetta un introspettivo ritorno a casa, dove anche da separati potranno far tesoro di tutte queste avventure vissute insieme.

### Legends
Questa serie rappresenta contemporaneamente un reboot distaccato dalla continuità di ogni vecchia serie ed un remake, almeno a livello visivo, della Prima Serie.
In questa serie, i quattro popoli di Gorm vivevano in armonia, fino a quando Magmion ed il suo Popolo del Fuoco non hanno deciso di sferrare un attacco alla conquista dell'Isola. Lo scontro aperto fra i Gormiti rischiava di rompere le maglie dimensionali di Gorm, perciò, il Vecchio Saggio, rispettata e potente entità gormitica, decise di intervenire stabilendo una serie di quattro prove per decretare il popolo superiore. Gheos, Tasarau e Poivrons riuscirono a vincere le rispettive prove lealmente, perciò, sentendosi minacciato, Magmion decise di evocare Magor, un'antica entità malefica, di nuovo a Gorm in cambio del suo aiuto e della sua magia di potenziamento. Dopo uno scontro decisivo fra Magor e Magmion contro il Vecchio Saggio e gli altri tre recentemente potenziati Lord, questi ultimi ebbero la meglio e poterono mettere fine alla minaccia di Magor e di Magmion una volta e per tutte rimpicciolendoli e ridimensionando i loro poteri.

## Popoli
I Gormiti vivono sull'isola di Gorm e si suddividono in vari popoli, sulla base di un tema perlopiù naturale. Alcuni di essi sono evoluzioni di altri popoli (ad esempio il Popolo del Diamante è l'evoluzione Neozon del Popolo della Terra, mentre il Popolo dell'Oceano è l'evoluzione Alfa del Popolo del Ghiaccio). Ognuno dei popoli di Gorm ha in sua difesa un Destriero allo scopo di difendere le fortezze dei Gormiti o fungere da "cavalcatura" e compagno per i signori o guardiani dei Popoli a cui appartengono; queste creature sono dette Antichi Guardiani o Hyperbeasts ed Elemental Beasts nelle serie più recenti.

### Popoli del Bene
- Il Popolo della Terra, comandato da Gheos (Prima Serie, Mystica, Energheia, Final Evolution, Legends), Kolossus (Seconda Serie, Atomic), Antico Thorg (Terza Serie, Mythos), Nick (Il Ritorno dei Signori della Natura, Elemental Fusion, L'era dell'Eclissi Suprema, Titanium, Neorganic), Tellurio (Morphogenesis) e Lord Agrom (Nature Unleashed). L'aspetto dei Gormiti della Terra è ispirato ad animali terrestri e creature umanoidi con caratteristiche tipiche dell'elemento della terra o di formazioni rocciose. L'Antico Guardiano del Popolo della Terra è Roscalion, guardiano delle Gemme di Muscor e fedele destriero del Signore della Terra, basato molto probabilmente su un triceratopo.
- Il Popolo del Diamante, evoluzione Neozon del Popolo della Terra, comandato da Antico Thorg (Final Evolution).
- Il Popolo della Foresta, comandato da Tasarau (Prima Serie, Mystica, Energheia, Final Evolution, Legends), Barbataus (Seconda Serie, Atomic), Grandalbero (Terza Serie, Mythos), Lucas (Il Ritorno dei Signori della Natura, Elemental Fusion, L'era dell'Eclissi Suprema, Titanium, Neorganic), Selvans (Morphogenesis) e Lord Tasaru (Nature Unleashed). Per aspetto e comportamento si può dire essere un popolo di treant, essendo i Gormiti di questo popolo perlopiù ispirati ad alberi viventi o aventi parte del corpo ricoperta con del legno. L'Antico Guardiano del Popolo della Foresta è Troncalion, guardiano della Foresta Silente e destriero del Signore della Foresta. Negli anni il suo aspetto è cambiato radicalmente: inizialmente personaggio con un design distinto, col passare delle serie è diventato una sorta di recolor di Roscalion, per poi tornare ad essere un personaggio ben separato Dall'antico Guardiano della Terra nella serie Legends (in cui Roscalion non appare).
- Il Popolo della Foresta Infuocata, evoluzione Neozon del Popolo della Foresta, comandato da Grandalbero (Final Evolution).
- Il Popolo del Mare (Popolo dell'Oceano in Gormiti Legends), comandato da Poivrons (Prima Serie, Mystica, Energheia, Final Evolution, Legends), Carrapax (Seconda Serie, Atomic), Nobilmantis (Terza Serie, Mythos), Toby (Il Ritorno dei Signori della Natura, Elemental Fusion, L'era dell'Eclissi Suprema, Titanium, Neorganic), Eraclion (Morphogenesis) e Lord Piron (Nature Unleashed). Il loro aspetto è ispirato a creature marine e più in generale a esseri che vivono a contatto con l'acqua. Il Popolo del Mare ha due Antichi Guardiani: il primo è Tentaclion, guardiano della Fossa degli Antichi Spiriti, ispirato alle leggende dei mostri marini, più in particolare al kraken; il secondo è Megalodox, debuttante nella serie Legends e chiaramente ispirato al preistorico megalodonte.
- Il Popolo del Ghiaccio, evoluzione Neozon del Popolo del Mare, comandato da Nobilmantis (Final Evolution).
- Il Popolo dell'Aria, associato al bene dalla Prima Serie alla Seconda Serie e dalla serie Energheia in poi, comandato durante il proprio schieramento dalla parte del bene da Noctis (Prima Serie, Mystica, Energheia, Final Evolution), Elios (Seconda Serie), Jessica (Il Ritorno dei Signori della Natura, Elemental Fusion, L'era dell'Eclissi Suprema, Titanium, Neorganic), Vega (Morphogenesis) e Lord Noctis (Nature Unleashed). L'aspetto dei Gormiti dell'Aria è ispirato a creature volanti come gli insetti, ma soprattutto gli uccelli. L'Antico Guardiano dell'Aria è Fenision, basato sul mito della fenice, il quale passa dalla parte del bene a partire dalla serie Il Ritorno dei Signori della Natura.
- Il Popolo della Luce, comandato dal Sommo Luminescente (Terza Serie, Mythos, L'era dell'Eclissi Suprema, Titanium). È l'unico Popolo a non essere ispirato a creature realmente esistenti, ed è stato creato a partire da figure geometriche e creature mitologiche o divine. L'Antico Guardiano della Luce è Luxalion, basato su un leone.
- il Popolo del Sole, evoluzione Neozon del Popolo della Luce, comandato da Sommo Luminescente (Final Evolution).
- La Tribù della Roccia, comandata da Bisamonte nella serie Luxion, è la tribù collegata al Popolo della Terra.
- La Tribù del Bosco, comandata da Arboricus nella serie Luxion, è la tribù collegata al Popolo della Foresta.
- La Tribù dell'Acqua, comandata da Kraken nella serie Luxion, è la tribù collegata al Popolo del Mare.
- La Tribù del Vento, comandata da Mystral nella serie Luxion, è la tribù collegata al Popolo dell'Aria.
- Il Popolo della Roccia, comandato da Lord Titano nelle prime due stagioni della serie reboot degli Araldi di Gorm (Serie 2018, Meka). È essenzialmente una versione rivisitata del Popolo della Terra. L'Hyperbeast del Popolo della Roccia è Gorok, basato su un gorilla.
- Il Popolo del Cristallo, evoluzione Alfa del Popolo della Roccia, comandato da Alfa Lord Titano (Alfa).
- Il Popolo del Ghiaccio, comandato da Lord Trityon nelle prime due stagioni della serie reboot degli Araldi di Gorm (Serie 2018, Meka). È essenzialmente una versione rivisitata del Popolo del Mare. L'Hyperbeast del Popolo del Ghiaccio è Cryos, basato su un orso polare.
- Il Popolo dell'Oceano, evoluzione Alfa del Popolo del Ghiaccio, comandato da Alfa Lord Trityon (Alfa).
- Il Popolo del Vento, comandato da Lord Helios nelle prime due stagioni della serie reboot degli Araldi di Gorm (Serie 2018, Meka). È una versione nuova del Popolo dell'Aria: l'elemento è lo stesso, ma i Gormiti che ne fanno parte non sono ispirati da volatili, piuttosto sono basati su esseri umanoidi dotati di oggetti che permettono loro di volare, come jetpack e ali simili a quelle degli aeroplani. L'Hyperbeast del Popolo del Vento è Wrago, basato su un drago.
- Il Popolo del Cosmo, evoluzione Alfa del Popolo del Vento, comandato da Alfa Lord Helios (Alfa).
- Il Popolo del Fuoco, comandato da Lord Keryon nelle prime due stagioni della serie reboot degli Araldi di Gorm (Serie 2018, Meka). È una re-immaginazione del Popolo del Vulcano, con lo stesso elemento di base ma con un diverso allineamento: i Gormiti del Fuoco sono infatti schierati con i Popoli del Bene, ed è il popolo principale della serie. L'Hyperbeast del Popolo del Fuoco è Pyron, basato su un leone.
- Il Popolo del Magma, evoluzione Alfa del Popolo del Fuoco, comandato da Alfa Lord Keryon (Alfa).
- I Meka, comandati da Lord Electryon nella seconda stagione della serie reboot degli Araldi di Gorm (Meka). Si tratta di un antico Popolo di Gorm scomparso da tempo dall'isola, tornato per difenderla. I Gormiti di questo Popolo sono basati su dei robot, e, a parte Lord Electryon, ogni membro del Popolo è capace di utilizzare tecniche di uno specifico Popolo tra quelli del Fuoco, della Roccia, del Ghiaccio e del Vento.
- I Solark, comandati da Lord Sol nella terza stagione della serie reboot degli Araldi di Gorm (Alfa). È un antico Popolo di Gorm, ed è essenzialmente una rivisitazione del Popolo della Luce e del Popolo del Sole.

### Popoli del Male
- Il Popolo dell'Aria, associato al male dalla Atomic alla Mythos. Infatti, nella serie Atomic, Elios tradisce i Popoli del Bene stringendo un'alleanza con Magor e col Popolo del Vulcano; successivamente è Devilfenix (Terza Serie, Mythos) a prendere il comando del popolo. In queste serie, anche il destriero Fenision fa parte della fazione del male.
- Il Popolo dei Fossili, evoluzione Neozon del Popolo dell'Aria, comandato da Devilfenix (Final Evolution).
- Il Popolo del Magma (Popolo del Fuoco in Gormiti Legends), comandato da Magmion (Prima Serie, Mystica, Energheia, Final Evolution, Legends), rappresenta la prima metà dell'iniziale esercito del male di Magor, fino all'unificazione iniziale in Seconda Serie e definitiva ne Il Ritorno dei Signori della Natura. Ritorna però da solo nella serie Legends sotto al nome di Popolo del Fuoco.
- Il Popolo della Lava, comandato da Lavion (Prima Serie, Mystica, Energheia, Final Evolution), rappresenta la seconda metà dell'iniziale esercito del male di Magor, fino all'unificazione iniziale in Seconda Serie e definitiva ne Il Ritorno dei Signori della Natura.
- Il Popolo del Vulcano, unione del Popolo del Magma con quello della Lava, comandato da Magmion (Il Ritorno dei Signori della Natura, Elemental Fusion, L'era dell'Eclissi Suprema, Titanium), Lavion (Il Ritorno dei Signori della Natura, Elemental Fusion), Orrore Profondo (Seconda Serie, Atomic, Il Ritorno dei Signori della Natura, Elemental Fusion), Armageddon (Terza Serie, Mythos, L'era dell'Eclissi Suprema, Titanium) e Firespitter (Nature Unleashed). Il Destriero malvagio del Vulcano è Drakkon, il Drago infuocato.
- Il Popolo del Metallo, evoluzione Neozon del Popolo del Vulcano, comandato da Armageddon (Final Evolution).
- Il Popolo delle Tenebre, comandato da Obscurio (Terza Serie, Mythos, L'era dell'Eclissi Suprema, Titanium, Neorganic, Morphogenesis). Il loro aspetto ricorda delle figure spettrali e oscure. Il Destriero malvagio delle Tenebre è Cerberion, il nero animale, il quale aspetto sembra essere ispirato al Cerbero dantesco mischiato all'Idra.
- Il Popolo della Luna, evoluzione Neozon del Popolo delle Tenebre, comandato da Obscurio (Final Evolution).
- Il Popolo del Male, nella Neorganic e Morphogenesis Il Popolo del Vulcano e delle Tenebre si unisce in un unico Popolo del Male, comandato in entrambe le serie contemporaneamente da Magmion e Obscurio.
- La Tribù del Male, comandata da Cerbante nella serie Luxion, è la tribù collegata al Popolo del Male.
- I Darkan, comandati da Lord Voidus nelle prime due stagioni della serie reboot degli Araldi di Gorm (Serie 2018, Meka). È essenzialmente una versione rivisitata del Popolo del Male.
- Gli Eklypsion, comandati da Lord Eklos nella terza stagione della serie reboot degli Araldi di Gorm (Alfa). È un antico Popolo di Gorm, ed è essenzialmente una rivisitazione del Popolo delle Tenebre e del Popolo della Luna.

## Serie

### Prima Serie (2005)
La prima generazione dei Gormiti portava differenze notevoli di misura tra i vari personaggi e i signori dei popoli, al contrario delle altre generazioni. Inoltre alcuni personaggi condividono molte caratteristiche comuni con i personaggi della terza generazione degli Exogini, con cui condividono anche la modalità di gioco molto simile e la caratteristica del valore numerico sotto il piede. Per lanciare sul mercato la prima generazione, vennero inserite delle bustine contenenti 1 personaggio omaggio nei pacchi da 6 di wurstel Woody Aia. Il Gormita Poivrons (signore del mare della prima generazione) ha un aspetto molto simile a Cthulhu, creatura cosmica creata dalla fantasia dello scrittore statunitense Howard Phillips Lovecraft.
| Popolo della Terra | Popolo della Foresta | Popolo del Mare | Popolo dell'Aria | Popolo del Magma | Popolo della Lava |
| --- | --- | --- | --- | --- | --- |
| - Gheos, il Signore della Potenza - Il Trematerra - Schienacciaio - Furia Cieca - Gravitus, il Forte - Talps, lo Scavabuche - Lo Scovanascondigli | - Tasarau, il Signore della Foresta - Mimeticus, il Veloce - Il Saggio Distruttore - Florus, l'Avvelenatore - Frusta Letale - Strapparami, il Furioso - Il Picchiatore | - Poivrons, il Signore del Mare - Medusantica - Martello, il Predatore - Mantra, l'Implacabile - Tenaglia, il Terribile - Grankios, il Vendicatore - Delos, il Conte dei Mari | - Noctis, il Signore dei Cieli - La Magica Vedetta - Pungolo, lo Sfuggente - Aquila Solitaria - Il Severo Guardiano - Alos, l'Ipnotizzatore - Becco d'Acciaio | - Magmion, il Signore del Male - Electricon - Lo Strappapensieri - Maglio Infuocato - Insecticus - Aracno, il Crudele - Il Guardiano Urlante | - Lavion, il Signore del Terrore - L'Anonimo Multiforme - Il Mastodontico - Sparafuoco - Malvagius, il Terribile - Lavor, il Potente - L'Angelo Infuocato |

### SerieMystica (2006)
La Serie Mystica è un'edizione ricolorata della Prima Serie con rilievi in oro e argento.
| Popolo della Terra | Popolo della Foresta | Popolo del Mare | Popolo dell'Aria | Popolo del Magma | Popolo della Lava |
| --- | --- | --- | --- | --- | --- |
| - Gheos, il Signore della Potenza - Il Trematerra - Schienacciaio - Furia Cieca - Gravitus, il Forte - Talps, lo Scavabuche - Lo Scovanascondigli | - Tasarau, il Signore della Foresta - Mimeticus, il Veloce - Il Saggio Distruttore - Florus, l'Avvelenatore - Frusta Letale - Strapparami, il Furioso - Il Picchiatore | - Poivrons, il Signore del Mare - Medusantica - Martello, il Predatore - Mantra, l'Implacabile - Tenaglia, il Terribile - Grankios, il Vendicatore - Delos, il Conte dei Mari | - Noctis, il Signore dei Cieli - La Magica Vedetta - Pungolo, lo Sfuggente - Aquila Solitaria - Il Severo Guardiano - Alos, l'Ipnotizzatore - Becco d'Acciaio | - Magmion, il Signore del Male - Electricon - Lo Strappapensieri - Maglio Infuocato - Insecticus - Aracno, il Crudele - Il Guardiano Urlante | - Lavion, il Signore del Terrore - L'Anonimo Multiforme - Il Mastodontico - Sparafuoco - Malvagius, il Terribile - Lavor, il Potente - L'Angelo Infuocato |

### Seconda Serie (2006)
| Popolo della Terra | Popolo della Foresta | Popolo del Mare | Popolo dell'Aria | Popolo del Vulcano |
| --- | --- | --- | --- | --- |
| - Kolossus, il Signore della Terra - Dedalo, il Sotterraneo - Rocciatauro - Diamantes, l'Antico Soldato - Stalattite, l'Imprevedibile - Lanciamassi - Mangiaterra (esclusivo in edicola o con il Monte Vulcano) | - Barbataus, il Signore della Foresta - Sentinella Antica - Troncannone - Supplizio, il Torturatore - Sporius, il Terribile - Sferst, il Divoratore - L'Immobile Paziente (esclusivo in edicola) | - Carrapax, il Signore dei Mari - Helico, il Guardingo - Murena, la Stritolatrice - Cavarex, il Sergente dei Mari - Multiplop, l'Accerchiatore - Ipnorana, la Beffarda - Tartantica, la Veggente (esclusivo in edicola o con la Tana della Murena) | - Elios, il Signore dei Cieli - Magicorvo - Dragon, il Letale - Mangiamente, il Mistico - L'Oscuro Sanguinolento - Falcosilente, il Conte dei Cieli - Vorticus, il Tormentatore (esclusivo in edicola o col Picco dell'Aquila) | - Orrore Profondo, il Signore del Vulcano - Incubo di Fuoco - Il Misterioso Cavaliere - Geyser, l'Iroso - Lamacciaio, il Tagliagole - L'Incandescente Fantasma - Bombos, Potenza di Fuoco (esclusivo in edicola o con il Monte Vulcano) |

### SerieAtomic (2006)
La Serie Atomic è un'edizione ricolorata della Seconda Serie, che si differenzia dal fatto che i personaggi hanno delle mutazioni o delle caratteristiche speciali, ad esempio sono luminescenti, al caldo cambiano colore o hanno delle parti trasparenti.
| Popolo della Terra | Popolo della Foresta | Popolo del Mare | Popolo dell'Aria | Popolo del Vulcano |
| --- | --- | --- | --- | --- |
| Fosforescenti - Kolossus, il Signore della Terra - Dedalo, il Sotterraneo - Rocciatauro - Diamantes, l'Antico Soldato - Stalattite, l'Imprevedibile - Lanciamassi - Mangiaterra (esclusivo con l'Isola di Gorm) | Parti semitrasparenti - Barbataus, il Signore della Foresta - Sentinella Antica - Troncannone - Supplizio, il Torturatore - Sporius, il Terribile - Sferst, il Divoratore - L'Immobile Paziente (esclusivo con l'Isola di Gorm) | Cambiano colore al freddo - Carrapax, il Signore dei Mari - Helico, il Guardingo - Murena, la Stritolatrice - Cavarex, il Sergente dei Mari - Multiplop, l'Accerchiatore - Ipnorana, la Beffarda - Tartantica, la Veggente (esclusivo con l'Isola di Gorm) | Parti semitrasparenti - Elios, il Signore dei Cieli - Magicorvo - Dragon, il Letale - Mangiamente, il Mistico - L'Oscuro Sanguinolento - Falcosilente, il Conte dei Cieli - Vorticus, il Tormentatore (esclusivo col Monte Vulcano) | Cambiano colore nell'acqua calda - Orrore Profondo, il Signore del Vulcano - Incubo di Fuoco - Il Misterioso Cavaliere - Geyser, l'Iroso - Lamacciaio, il Tagliagole - L'Incandescente Fantasma - Bombos, Potenza di Fuoco (esclusivo col Monte Vulcano) |

### Terza Serie (2007)
| Popolo della Terra | Popolo della Foresta | Popolo del Mare | Popolo dell'Aria | Popolo del Vulcano | Popolo della Luce | Popolo delle Tenebre |
| --- | --- | --- | --- | --- | --- | --- |
| - L'Antico Thorg, il Signore della Terra - Rock, il Superbo - Il Tormentoso Sabis - Opale Nero, il Misterioso - L'Irpido Roccioso (esclusivo in edicola) - Fossil, l'Antico Urlante (esclusivo nei Magic Eggs o col Rifugio della Foresta) | - Grandalbero, Signore della Foresta - Battiquercia, l'Irascibile - Paludis, il Crudele - Muschiantico - Ramartiglio (esclusivo in edicola) - Magitronco, lo Stregone (esclusivo nei Magic Eggs o col Rifugio della Foresta) | - Nobilmantis, il Signore del Mare - Linguacida, lo Stritolatore dei Mari - L'Imprevedibile Silente - Narvalion, il Testardo - Squalis, il Martello dei Mari (esclusivo in edicola) - Tentaclos, l'Immobile Predatore (esclusivo nei Magic Eggs o con la Tana della Murena) | - Devilfenix, Signore dei Fossili - Mistica Falena - Beccoduro, il Picchiatore - Dragon, l'Inceneritore - Crudelion, il Maledetto (esclusivo in edicola) - Magufo, lo Stregone (esclusivo nei Magic Eggs o con il Picco dell'Aquila) | - Armageddon, il Signore del Vulcano - Navus, il Cinico - Skorpios, il Malvagio Pungitore - Forgius, il Martello di Fuoco - Sentinel, il Guardiano Lavico (esclusivo in edicola) - Brags, il Tristo Mietitore (esclusivo nei Magic Eggs o con il Monte Vulcano) | - Sommo Luminescente, Signore del Sole - Comet, Fuoco di Ghiaccio - Accecante Guardiano - Prismagon, il Guerriero della Luce - Electricante (esclusivo in edicola) - Solaris, il Fiammeggiante (esclusivo nei Magic Eggs o con il Monte Vulcano) | - Obscurio, il Signore delle Tenebre - Lunaris, l'Oscuro Stregone - Ombrassasina - Pantanera, il Sergente del Terrore - Spiritonero, il Fantasma dell'Ombra (esclusivo in edicola) - Buconero, l'Inghiottitore (esclusivo nei Magic Eggs) |

### SerieMythos (2007)
La Serie Mythos è un'edizione ricolorata della Terza Serie. I personaggi presentano caratteristiche simili alla serie Atomic, come la luminescenza e la capacità di cambiare colore. Alcuni personaggi erano disponibili solo in edicola o con gli scenari di gioco.
| Popolo della Terra | Popolo della Foresta | Popolo del Mare | Popolo dell'Aria | Popolo del Vulcano | Popolo della Luce | Popolo delle Tenebre |
| --- | --- | --- | --- | --- | --- | --- |
| Con inserti argento e vernice fluorescente - L'Antico Thorg, il Signore della Terra - Rock, il Superbo - Il Tormentoso Sabis - Opale Nero, il Misterioso - L'Irpido Roccioso (esclusivo edicola) - Fossil, l'Antico Urlante | Con inserti oro ed argento e parti semitrasparenti - Grandalbero, Signore della Foresta Infuocata - Battiquercia, l'Irascibile - Paludis, il Crudele - Muschiantico - Ramartiglio (esclusivo edicola) - Magitronco, lo Stregone | Con inserti argento e cambiano colore se immersi in acqua fredda (8º) - Nobilmantis, il Signore del Mare - Linguacida, lo Stritolatore dei Mari - L'Imprevedibile Silente - Narvalion, il Testardo - Squalis, il Martello dei Mari (esclusivo in edicola) - Tentaclos, l'Immobile Predatore | Con parti semitrasparenti e con vernice fluorescente - Devilfenix, Signore dei Fossili - Mistica Falena - Beccoduro, il Picchiatore - Dragon, l'Inceneritore - Crudelion, il Maledetto (esclusivo in edicola) - Magufo, lo Stregone | Cambiano colore se immersi in acqua tiepida e con vernice fluorescente - Armageddon, il Signore del Vulcano - Navus, il Cinico - Skorpios, il Malvagio Pungitore - Forgius, il Martello di Fuoco - Sentinel, il Guardiano Lavico (esclusivo in edicola) - Brags, il Tristo Mietitore | Con inserti argento e cambiano colore se esposti alla luce del sole - Sommo Luminescente, Signore del Sole - Comet, Fuoco di Ghiaccio - Accecante Guardiano - Prismagon, il Guerriero della Luce - Electricante (esclusivo in edicola) - Solaris, il Fiammeggiante | Con vernice fluorescente e cambiano colore se esposti alla luce del sole - Obscurio, il Signore delle Tenebre - Lunaris, l'Oscuro Stregone - Ombrassasina - Pantanera, il Sergente del Terrore - Spiritonero, il Fantasma dell'Ombra (esclusivo in edicola) - Buconero, l'Inghiottitore |

### SerieEnergheia (2007)
La Serie Energheia è un'edizione aggiornata della prima serie. Presenta personaggi più massicci, simili alle serie rilasciate successivamente alla serie Mystica.
Tutto il Popolo della Terra era esclusivo di un set unico venduto nei Toys Center, il Popolo del Mare esclusivo edicola e il Popolo del Magma esclusivo di un'edizione limitata del playset dell'Isola di Gorm.
| Popolo della Terra | Popolo della Foresta | Popolo del Mare | Popolo dell'Aria | Popolo del Magma | Popolo della Lava |
| --- | --- | --- | --- | --- | --- |
| - Gheos, il Signore della Terra - Il Trematerra - Schienacciaio - Furia Cieca - Gravitus, il Forte - Talps, lo Scavabuche - Lo Scovanascondigli | - Tasarau, il Signore della Foresta - Mimeticus, il Veloce - Il Saggio Distruttore - Florus, l'Avvelenatore - Frusta Letale - Strapparami, il Furioso - Il Picchiatore | - Poivrons, il Signore del Mare - Medusantica - Martello, il Predatore - Mantra, l'Implacabile - Tenaglia, il Terribile - Grankios, il Vendicatore - Delos, il Conte dei Mari | - Noctis, il Signore dei Cieli - Magica Vedetta - Pungolo, lo Sfuggente - Aquila Solitaria - Severo Guardiano - Alos, l'Ipnotizzatore - Becco d'Acciaio | - Magmion, il Signore del Male - Electricon - Strappapensieri - Maglio Infuocato - Insecticus - Aracno, il Crudele - Guardiano Urlante | - Lavion, il Signore del Terrore - Anonimo Multiforme - Mastodontico - Sparafuoco - Malvagius, il Terribile - Lavor, il Potente - Angelo Infuocato |

### SerieFinal Evolution (2007)
La Serie Final Evolution è l'insieme della terza serie modificata e della serie Energheia ricolorata. Cambiano i nomi dei popoli della terza serie e i personaggi hanno nuove funzioni, come cambiare colore in acqua o nel freezer. Il popolo del ghiaccio è un'esclusiva per edicola e quello della Terra esclusivo di un set unico come per la versione Energheia, mentre sette personaggi dei nuovi popoli della terza edizione sono disponibili solo negli ovetti Gormiti Magic Egg.
| Popolo del Diamante | Popolo della Foresta Infuocata | Popolo del Ghiaccio | Popolo dei Fossili | Popolo del Metallo | Popolo del Sole | Popolo della Luna | Popolo della Terra | Popolo della Foresta | Popolo del Mare | Popolo dell'Aria | Popolo del Magma | Popolo della Lava |
| --- | --- | --- | --- | --- | --- | --- | --- | --- | --- | --- | --- | --- |
| Con parti semitrasparenti - Antico Thorg, Signore del Diamante - Rock, il superbo - Tormentoso Sabis (esclusivo Magic Egg) - Opale Nero, il Misterioso - Irpido Roccioso - Fossil, l'Antico Urlante | Cambiano colore in acqua tiepida - Grandalbero, Signore della Foresta Infuocata - Battiquercia, l'Irascibile (esclusivo Magic Egg) - Paludis, il Crudele - Muschiantico - Ramartiglio - Magitronco, lo Stregone | Cambiano colore in freezer - Nobilmantis, il Signore del Mare - Linguacida, lo Stritolatore dei Mari - L'Imprevedibile Silente - Narvalion, il Testardo - Squalis, il Martello dei Mari (esclusivo Magic Egg) - Tentaclos, l'Immobile Predatore | Potenziati nelle dimensioni - Devilfenix, Signore dei Fossili - Mistica Falena (esclusivo Magic Egg) - Beccoduro, il Picchiatore - Dragon, l'Inceneritore - Crudelion, il Maledetto - Magufo, lo Stregone | Con inserti metallizzati - Armageddon, il Signore del Vulcano - Navus, il Cinico - Skorpios, il Malvagio Pungitore - Forgius, il Martello di Fuoco (esclusivo Magic Egg) - Sentinel, il Guardiano Lavico - Brags, il Tristo Mietitore | Con inserti metallizzati - Sommo Luminescente, Signore del Sole - Comet, Fuoco di Ghiaccio (esclusivo Magic Egg) - Accecante Guardiano - Prismagon, il Guerriero della Luce - Electricante - Solaris, il Fiammeggiante | Fosforescenti - Obscurio, il Signore delle Tenebre - Lunaris, l'Oscuro Stregone (esclusivo Magic Egg) - Ombrassasina - Pantanera, il Sergente del Terrore - Spiritonero, il Fantasma dell'Ombra - Buconero, l'Inghiottitore | Fosforescenti - Gheos, Signore della Terra - Trematerra - Schienacciaio - Furia Cieca - Gravitus, il Forte - Talps, lo Scavabuchi - Scovanascondigli | Con parti semitrasparenti - Tasarau, Signore della Foresta - Mimeticus, il Veloce - Saggio Distruttore - Florus, l'Avvelenatore - Frusta Letale - Strapparami, il Furioso - Picchiatore | Cambiano colore nell'acqua fredda - Poivrons, Signore del Mare - Medusantica - Martello, il Predatore - Mantra, l'Implacabile - Tenaglia, il Terribile - Grankios, il Vendicatore - Delos, il Conte dei Mari | Con parti semitrasparenti - Noctis, Signore dell'Aria - Magica Vedetta - Pungolo, lo Sfuggente - Aquila Solitaria - Severo Guardiano - Alos, l'Ipnotizzatore - Becco d'Acciaio | Cambiano colore in acqua tiepida - Magmion, Signore del Vulcano Magma - Electricon - Strappapensieri - Maglio Infuocato - Insecticus - Aracno, il Crudele - Guardiano Urlante | Cambiano colore in acqua tiepida - Lavion, Signore del Vulcano Lava - Anonimo Multiforme - Mastodontico - Sparafuoco - Malvagius, il Terribile - Lavor, il Potente - Angelo Infuocato |

### SerieIl ritorno dei Signori della Natura (2008)
La Serie Il ritorno dei Signori della Natura, più comunemente conosciuta come Serie Cartoon, è la serie di mini figure dedicata alla prima stagione della serie animata Gormiti, che miti. È composta da cinque popoli più uno in rilievo fatto di finto oro. Sei personaggi del Popolo del Vulcano sono venduti esclusivamente assieme alle action figure da 12 cm e, solo in seguito, nei pandorini "Dolci Preziosi".
Nota: In tutti i popoli ci sono alcuni personaggi della 2ª serie e alcuni della 1ª serie.
| Popolo della Terra | Popolo della Foresta | Popolo del Mare | Popolo dell'Aria | Popolo del Vulcano |
| --- | --- | --- | --- | --- |
| - Nick, il Signore della Terra - Il Trematerra - Schienacciaio - Rocciatauro - Il Lanciamassi - Schienacciaio (dorato) | - Lucas, il Signore della Foresta - Mimeticus, il Veloce - Frusta Letale - Troncannone - Sporius, il Letale - Mimeticus (dorato) | - Toby, il Signore del Mare - Martello, il Predatore - Delos, il Conte dei Mari - Cavarex, il Sergente dei Mari - Tartantica, la Veggente - Cavarex (dorato) | - Jessica, il Signore dell'Aria - Magica Vedetta - Aquila Solitaria - Dragon, il Letale - Falcosilente, il Conte dei Cieli - Falcosilente (dorato) | - Magmion, il Signore del Vulcano - Lavion, il Signore del Vulcano - Orrore Profondo, il Signore del Vulcano - Maglio Infuocato - Aracno, il Crudele - Guardiano Urlante - Sparafuoco - Lavor, il Potente - Angelo Infuocato - Bombos, Potenza di Fuoco |

### SerieElemental Fusion
I personaggi della Serie Elemental Fusion (35 + 9 esclusivi edicola) presentano la funzione del microchip sonoro sotto al piede che, a contatto con il Mistico Altare, venduto separatamente, pronunciano frasi pre-registrate. Tre personaggi sono in vendita solo con il nuovo Mistico Altare. Tornano i Magic Eggs (5 personaggi esclusivi venduti all'interno di "uova" che si sciolgono in acqua scoprendo il Gormita). Sono presenti i modellini di Nick, Lucas, Toby e Jessica: loro quattro ed i Gormiti nei Magic Eggs non presentano il microchip sonoro.
| Popolo della Terra | Popolo della Foresta | Popolo del Mare | Popolo dell'Aria | Popolo del Vulcano |
| --- | --- | --- | --- | --- |
| - Nick, il Signore della Terra - L'Instancabile Demolitore - Marmacciaio, il Guardiano Roccioso - Rocciaronte, il Devastatore - Granitesta, l'Inarrestabile - Il Mutevole Sandis (esclusivo Mistico Altare) - Terremots, il Silente (esclusivo Magic Eggs) - Nick, umano (esclusivo edicola) - Il Mutevole Sandis (esclusivo edicola, con parti trasparenti) | - Lucas, il Signore della Foresta - Bu-Bamboo, l'Urlante Solitario - Marcifoglia, l'Inesorabile - Mazzaboscide, il Mazzolatore - L'Artefatto - Pignavex, il Velenoso (esclusivo Mistico Altare) - Barbamaglio, il Possente (esclusivo Magic Eggs) - Lucas, umano (esclusivo edicola) - Bu-Bamboo, l'Urlante Solitario (esclusivo edicola, con parti trasparenti) | - Toby, il Signore del Mare - Likasau, lo Stritolatore - Astix, l'Astioso - Lerrix, l'Antico Lottatore - Liuk, il Tartascudo - Mollusco, il Visionario (esclusivo Mistico Altare) - Corallor, la Barriera Corallina (esclusivo Magic Eggs) - Toby, umano (esclusivo edicola) - Mollusco, il Visionario (esclusivo edicola, con parti trasparenti) | - Jessica, il Signore dell'Aria - L'Antico Grifon, la Leggenda dei Cieli - Abis, Ali d'Acciaio - Freccialata, la Protettrice - L'Oscuro Incantatore - Papillus, l'Iracondo (esclusivo Magic Eggs) - Jessica, umana (esclusivo edicola) - Freccialata, la Protettrice (esclusivo edicola, con parti trasparenti) | - Magmion, il Signore del Vulcano - Lavion, il Signore del Vulcano - Orrore Profondo, il Signore del Vulcano - Uncino Lavico, l'Implacabile - Furia Lavica, la Testarda - Magmaserp, il Viscido - Marton, il Succhia Anime - Fiammartiglio, il Terribile (esclusivo Magic Eggs) - Furia Lavica, la Testarda (esclusivo edicola, con parti trasparenti) |

### SerieL'era dell'eclissi suprema
È l'edizione dedicata alla seconda stagione della serie animata Gormiti, che miti, denominata Gormiti - L'era dell'eclissi suprema. I personaggi della serie L'Era dell'Eclissi Suprema (36 + 4 esclusivi edicola) presentano la funzione del microchip sonoro sotto al piede, già visto nell'edizione Elemental Fusion, che a contatto con il nuovo Altare dell'Eclissi, venduto separatamente, pronunciano frasi pre-registrate. Due personaggi sono in vendita solo con il nuovo Altare dell'Eclissi. Non ci saranno i Magic Eggs, tornano i popoli della Luce e delle Tenebre.
| Popolo della Terra | Popolo della Foresta | Popolo del Mare | Popolo dell'Aria | Popolo del Vulcano | Popolo della Luce | Popolo delle Tenebre |
| --- | --- | --- | --- | --- | --- | --- |
| - Nick, il Signore della Terra con Mystica Armatura - Nick, il Signore della Terra (esclusivo edicola) - Cinghiataurus, il Poderoso - Diamantes - Franaroccia - Meteorix, il Caduto - Pachidermion, lo Stolto | - Lucas, il Signore della Foresta con Mystica Armatura - Lucas, il Signore della Foresta (esclusivo edicola) - Cornolmo, l'Inarrestabile - Faunante, l'Arciere Silente - Mandragoliere, il Magicante - Mimante, il Camaleontico - Querciannone | - Toby, il Signore del Mare con Mystica Armatura - Toby, il Signore del Mare (esclusivo edicola) - Gorgous, il Crea Gorghi - Ipnopotamo, il Veggente - Rospalude, la Forzuta - Sonorca, la Martellatrice - Stellante, lo Spietato | - Jessica, il Signore dell'Aria con Mystica Armatura - Jessica, il Signore dell'Aria (esclusivo edicola) - Bertz, il Consigliere dei Cieli - Morsicor, lo Stritolatore - Picchiavex, il Trivellante - Rondor, lo Scudo Alato - Sirgius, il Beccante | - Magmion, il Signore del Vulcano - Armageddon, il Signore del Vulcano - Ciclops - Moloch, il Lentauro - Urlo Cieco, l'Assordante - Xiron | - Sommo Luminescente, il Signore della Luce - Plasmarei, Tenaglie di Luce - Luxor, Scudo Solare (esclusivo Altare dell'Eclissi) | - Obscurio, il Signore delle Tenebre - Incubion, il Nero Tormento - Oneiron, il Nero Terrore (esclusivo Altare dell'Eclissi) |

### SerieTitanium
I personaggi hanno dei minuscoli contenitori sulla schiena per le loro armi in miniatura. Alcuni sono disponibili per Magic Egg.
| Popolo della Terra | Popolo della Foresta | Popolo del Mare | Popolo dell'Aria | Popolo del Vulcano | Popolo del Luce | Popolo del Tenebre |
| --- | --- | --- | --- | --- | --- | --- |
| - Nick, il Signore della Terra - Cinghios, il Roccioso - Diamanticon - Franius, lo Sgretolante - Aerolitex, il Bolide - Mammuth, il Pachidermide - Cefalante, il Testapiatta (esclusivo Magic Egg) | - Lucas, il Signore della Foresta - Neonolmo, il Rigenerato - Faunus, l'Arciere Inarrestabile - Magigoliere - Megamante, il Mistico - Quercus, il Cannoniere - Brancicante (esclusivo Magic Egg) | - Toby, il Signore del Mare - Gorgorribile, il Profondo - Iperipnopotamo - L'Anfibiante - Sonorcante, l'Incessante - Superstellante - Birostris (esclusivo Magic Egg) | - Jessica, il Signore dell'Aria - Rebertz, l'Esperto - Mordiveleno - Il Picchiatore - Velocirondor, la Difesa Alata - Strasirgius, il Neobeccante - Graculor, il Gracchiante (esclusivo Magic Egg) | - Magmion, il Signore del Vulcano - Armageddon, il Signore del Vulcano - Monoculante - Megamoloch, il Costante - Gridoscuro, il Pieganime - Exiron - Gorkon, il Famelico (esclusivo Magic Egg) | - Il Sommo Luminescente, il Signore della Luce - Lamaluce, il Tagliente - Radius, il Muro Solare - Solardrill - Illuminator, Saetta di Luce (esclusivo Magic Egg) | - Obscurio, il Signore delle Tenebre - Incubonero, il Tormentoso - Onirikus, il Panicoscuro - Ipnoticon - Sbavion (esclusivo Magic Egg) |

### SerieNeorganic
È la serie dedicata alla terza stagione della serie animata Gormiti, che miti, denominata Gormiti - L'evoluzione Neorganic, ed è composta da 35 personaggi. Per la prima volta nella serie, sono presenti dei modellini del Vecchio Saggio e di Magor.
| Popolo della Terra | Popolo della Foresta | Popolo del Mare | Popolo dell'Aria | Popolo del Male | Senza popolo             |
| --- | --- | --- | --- | --- | ------------------------ |
| - Nick, Il Signore della Terra - Frantumante il martello battente - Vangor lo scavatore - Cavitus il perforante - Gorbattente della Roccia 1 e 2 | - Lucas, Il Signore della Foresta - Ederus il rampicante - Cortex l'intagliatore - Artigliante il laceratore - Gorbattente delle Foreste 1 e 2 | - Toby, Il Signore del Mare - Squidus la ventosa marina - Lamacquatica il fendente marino - Balistor il balenante - Gorbattente delle Acque 1 e 2 | - Jessica, Il Signore dell'Aria - Pikaros - Tidus l'adunco beccatore - Vultur il guardiano dei venti - Gorbattente dei Venti 1 e 2 | - Magmion, il Signore del Vulcano - Obscurio, il Signore delle Tenebre - Metalloide il demolitore - Petrolius il nero untore - Memeltor - Fiammelicus - Nefastor il tetro distruttore - Gorbattente del Fuoco 1 e 2 | - Vecchio Saggio - Magor |

### SerieMorphogenesis
Questa serie vedeva il ritorno delle mini figure snodabili, ma con la possibilità di "trasformarsi" e di unirsi ad altre figure, grazie alle parti intercambiabili, formando così un "Gorgolem".
Il posizionamento nella continuità classica di questa serie è dubbio a causa delle molteplici incongruenze date al proprio interno e a causa delle molte contraddizioni degli stessi materiali ufficiali che la riguardano, tanto che molti sono portati a considerare questa serie un soft-reboot a sé stante, nonostante fosse stata pubblicizzata come prequel.
| Popolo della Terra | Popolo del Foresta | Popolo del Mare | Popolo dell'Aria | Popolo del Male |
| --- | --- | --- | --- | --- |
| - Tellurio, il Signore della Terra - Exalion - Kubidal, il rocciacubo - Marmur, il massiccio - Probox - Rotex, il laceratore - Thalos, il combattente | - Selvans, il Signore della Foresta - Brucante, l'irritante - Flexor, il frustatore - Konnok, il cocciuto - Lotus, il guaritore - Metaleonte - Quercus, il giudizioso | - Eraclion, il Signore del Mare - Algus, il mucchio algoso - Brankius - Hondivagus, l'onda anomala - Liskus - Shogurai - Viscidus, la lumaca marina | - Vega, il Signore dei cieli - Kravox, la guida dei cieli - Mantrix, il cinico predatore - Poison, l'avvelenatore - Refolus, il fascio dei venti - Silkor - Vilinus | - Magmion, il Signore del male - Obscurio, il Signore del male - Basaltor - Osmanyus, l'inceneritore - Premogar, il carbone ardente - Porfidius (esclusivo edicola) - Nebulus, l'offuscatore - Tankoil, il testa di latta - Trappon, l'intubatore (esclusivo edicola) |

### SerieLuxion
In questa serie non ci sono più i Popoli, ma cinque nuove Tribù con i sostituti di Sommo Luminescente e Obscurio che sono rispettivamente Leander e Drakonius. Il posizionamento nella continuità classica di questa serie è dubbio a causa delle molteplici incongruenze date al proprio interno e a causa delle molte contraddizioni degli stessi materiali ufficiali che la riguardano, tanto che molti sono portati a considerare questa serie un soft-reboot a sé stante, nonostante fosse stata pubblicizzata come prequel.
Le bustine in vendita in giocheria sono accompagnate da una finestrella trasparente che permette la visione del Gormita presente all'interno, mentre quelle da edicola mantengono la normale blind bag.
Inoltre i Gormiti, fatti con una plastica speciale, se "caricati" nel playset della "Globosfera di Potenziamento" (o anche al sole) possono illuminarsi al buio.
Ritornano anche i personaggi 22 cm e i soliti 12 cm e 17 cm.
Ritorna anche la serie animata (della quale però verrà rilasciato solo il pilot) e il sito ufficiale dei Gormiti viene completamente rimesso a nuovo.
| Tribù della Roccia                                                                                         | Tribù del Bosco                                                                                   | Tribù dell'Acqua                                                                                         | Tribù del Vento                                                                                    | Tribù del Male | Senza popolo          |
| --- | ------------------------------------------------------------------------------------------------- | --- | -------------------------------------------------------------------------------------------------- | --- | --------------------- |
| - Bisamonte, il Signore della roccia - Granellus - Mormorius - Rozen - Stalagto - Gorbattente della Roccia | - Arboricus, il Signore del bosco - Cactus - Forteceppo - Palmizio - Rovo - Gorbattente del Bosco | - Kraken, il Signore dell'acqua - Barrakuda - Hippobraccius - Impetus - Mytiles - Gorbattente dell'Acqua | - Mystral, il Signore del vento - Aduncus - Buferios - Tornado - Saettante - Gorbattente del Vento | - Cerbante, il Signore del male - Oleodoctor - Kompaktator - Gazmazk - Il Plastiforme - Cingolo (esclusivo edicola) - Electrowatt (esclusivo edicola) - Gorbattente del Male | - Leander - Drakonius |

### SerieNature Unleashed
Questa serie non è strettamente legata alle altre essendone un reboot e contiene i personaggi della serie animata omonima. In tutto ci sono 26 Gormiti, fra i quali il ritorno del collezionabile di Magor.
| Popolo della Terra                                    | Popolo della Foresta                                    | Popolo del Mare                                          | Popolo dell'Aria                                      | Popolo del Vulcano                                        | Senza popolo |
| ----------------------------------------------------- | ------------------------------------------------------- | -------------------------------------------------------- | ----------------------------------------------------- | --------------------------------------------------------- | ------------ |
| - Lord Agrom - Gerz - Spero - Tun Tun - Earth Soldier | - Lord Tasaru - Nutz - Groot - Burning - Forest Soldier | - Lord Piron - Aqualogue - Klaxus - Vomica - Sea Soldier | - Lord Noctis - Hossu - Blart - Nimbyth - Air Soldier | - Firespitter - Sceven - Andrall - Fume - Volcano Soldier | - Magor      |

### Serie 2018
La Serie 2018 rappresenta la prima della trilogia di serie rilasciate nella continuità del reboot noto come gli Araldi di Gorm e copre i personaggi e gli eventi della prima stagione del corrispettivo cartone animato. Fra le maggiori differenze rispetto alle vecchie serie troviamo il Popolo del Fuoco (parallelo del Popolo del Vulcano) facente ora parte dei buoni, mentre il Popolo della Foresta è completamente assente, inoltre i destrieri fanno il loro debutto come personaggi da bustina, mentre i collezionabili dei guardiani parallelizzano la serie Elemental Fusion che introdusse le figures dei Signori umani. In generale però, similitudini e connotazioni con le vecchie serie risultano solo situazionali data la diversa continuità.
Il più grande contrasto dalle vecchie serie però è nella distribuzione dei collezionabili. Difatti, per la trilogia degli Araldi di Gorm, le serie non vennero rilasciate tutte in blocco ogni sei mesi, ma dividendole in "waves" da meno personaggi e più spalmate nel corso del tempo, una decisione più utile dal punto di vista creativo sia del prodotto che dell'animazione, evitando alcuni dei problemi di cui avevano sofferto i precedenti cartoni. 

In particolar modo, la Serie 2018 è composta da tre waves:
- La Wave 1 contiene in tutto ventuno Gormiti, suddivisi in cinque popoli più Ao-Ki senza popolo.
- La Wave 2 contiene in tutto quattordici Gormiti, di cui cinque sono riedizioni delle figure dei Lord della precedente Wave 1 con lo stesso modello ma con una nuova colorazione, suddivisi in cinque popoli.
- La Wave 3 contiene in tutto tredici Gormiti, di cui cinque sono riedizioni delle figure dei Lord della precedente Wave 1 con lo stesso modello ma con parti che si illuminano al buio, suddivisi in cinque popoli.

| Popolo della Roccia | Popolo del Ghiaccio | Popolo del Vento | Popolo del Fuoco | Darkans | Senza popolo     |
| --- | --- | --- | --- | --- | ---------------- |
| - Lord Titano (Wave 1) - Hirok (Wave 1) - Karak (Wave 1) - Havok (Wave 2) - Torak (Wave 3) - Gorok (Wave 2) - Trek (Wave 1) - Lord Titano con colorazione alternativa (Wave 2) - Lord Titano glow in the dark (Wave 3) | - Lord Trityon (Wave 1) - Hydros (Wave 1) - Akilos (Wave 1) - Diakos (Wave 2) - Ikalos (Wave 3) - Cryos (Wave 3) - Ikor (Wave 1) - Lord Trityon colorazione alternativa (Wave 2) - Lord Trityon glow in the dark (Wave 3) - Lord Trityon dorato (Wave 2) | - Lord Helios (Wave 1) - Zefyr (Wave 1) - Typhon (Wave 1) - Orion (Wave 2) - Hurricane (Wave 3) - Wrago (Wave 3) - Eron (Wave 1) - Lord Helios colorazione alternativa (Wave 2) - Lord Helios glow in the dark (Wave 3) | - Lord Keryon (Wave 1) - Koga (Wave 1) - Vulkan (Wave 1) - Hurik (Wave 2) - Saburo (Wave 3) - Pyron (Wave 2) - Riff (Wave 1) - Lord Keryon colorazione alternativa (Wave 2) - Lord Keryon glow in the dark (Wave 3) - Lord Keryon dorato (Wave 1) | - Lord Voidus (Wave 1) - Gredd (Wave 1) - Xathor (Wave 1) - Kratus (Wave 2) - Cryptus (Wave 3) - Shadow Trooper (Wave 2) - Lord Voidus colorazione alternativa (Wave 2) - Lord Voidus glow in the dark (Wave 3) - Lord Voidus argentato (Wave 3) | - Ao-Ki (Wave 1) |

### SerieMeka
La serie Meka rappresenta la seconda della trilogia di serie rilasciate nella continuità del reboot noto come gli Araldi di Gorm e copre i personaggi e gli eventi della seconda stagione del corrispettivo cartone animato. Fra le maggiori novità, i vecchi personaggi che ritornano in questa serie subiscono delle evoluzioni e vengono perciò denominati Ultra o Omega; contemporaneamente vengono introdotti i Gormiti del Popolo dei Meka, di cui Lord Electryon è il leader.
È opportuno notare che la Wave 7, quarta wave Meka, è inizialmente uscita solo in Grecia nel 2020 col corretto nome di Wave 7, ma, causa Pandemia di COVID-19, l'Italia e il resto del mondo la hanno avuta disponibile solo nel 2022 sotto il nome di Wave 12 per esigenze di marketing. Sebbene la Wave 12 sia quindi a tutti gli effetti una wave Meka, il marketing, la distribuzione, il codice delle figures, il logo utilizzato e il layout delle carte sono tutti basati sulla serie Alfa, mentre l'originale Wave 7 mantiene tutto correttamente a tema Meka. Questo fa sì che esistano quindi due versioni di questi personaggi che differenziano per codice delle figures (iniziante per "GRE" per la Wave 7 e per "GRA" per la Wave 12) e carte (layout Meka per la Wave 7 e layout Alfa per la Wave 12), ad esclusione di Ultra Lord Titano dorato che è uscito solo nella Wave 12.
Continua il rilascio della serie tramite "waves", in particolar modo, la Meka è composta da quattro waves:
- La Wave 4 contiene in tutto diciassette Gormiti, suddivisi in sei popoli più Ao-Ki senza popolo.
- La Wave 5 contiene in tutto nove Gormiti, suddivisi in sei popoli.
- La Wave 6 contiene in tutto nove Gormiti, suddivisi in cinque popoli.
- La Wave 7/12 contiene in tutto nove Gormiti (incluso Ultra Lord Titano dorato, esclusivo della Wave 12), suddivisi in cinque popoli.

| Popolo della Roccia | Popolo del Ghiaccio | Popolo del Vento | Popolo del Fuoco | Darkans | Meka | Senza popolo           |
| --- | --- | --- | --- | --- | --- | ---------------------- |
| - Ultra Lord Titano (Wave 7/12) - Ultra Hirok (Wave 7/12) - Ultra Karak (Wave 4) - Ultra Havok (Wave 6) - Ultra Torak (Wave 5) - Ultra Gorok (Wave 7/12) - Ultra Trek (Wave 4) - Ultra Lord Titano dorato (Wave 12) | - Ultra Lord Trityon (Wave 5) - Ultra Hydros (Wave 4) - Ultra Akilos (Wave 4) - Ultra Diakos (Wave 5) - Ultra Ikalos (Wave 6) - Ultra Cryos (Wave 6) - Ultra Ikor (Wave 4) - Ultra Lord Trityon dorato (Wave 5) | - Ultra Lord Helios (Wave 5) - Ultra Zefyr (Wave 4) - Ultra Typhon (Wave 5) - Ultra Orion (Wave 6) - Ultra Hurricane (Wave 7/12) - Ultra Wrago (Wave 7/12) - Ultra Eron (Wave 4) | - Ultra Lord Keryon (Wave 4) - Ultra Koga (Wave 4) - Ultra Vulkan (Wave 4) - Ultra Hurik (Wave 7/12) - Ultra Saburo (Wave 5) - Ultra Pyron (Wave 6) - Ultra Riff (Wave 4) | - Omega Lord Voidus (Wave 6) - Omega Gredd (Wave 4) - Omega Xathor (Wave 5) - Omega Kratus (Wave 6) - Omega Cryptus (Wave 7/12) - Omega Trooper (Wave 6) - Omega Lord Voidus argentato (Wave 6) | - Lord Electryon (Wave 4) - Nukleor (Wave 4) - Motak (Wave 4) - Cosmyr (Wave 5) - Kyonos (Wave 7/12) - Lord Electryon dorato (Wave 4) | - Ultra Ao-Ki (Wave 4) |

### SerieAlfa
La serie Alfa rappresenta la terza della trilogia di serie rilasciate nella continuità del reboot noto come gli Araldi di Gorm e copre i personaggi e gli eventi della terza stagione del corrispettivo cartone animato. Fra le maggiori novità, i vecchi personaggi che ritornano in questa serie subiscono delle evoluzioni e vengono perciò denominati Alfa, mentre ogni popolo ritornante cambia elemento e nome (il Popolo del Fuoco diventa il Popolo del Magma, il Popolo del Ghiaccio diventa il Popolo dell'Oceano, il Popolo della Roccia diventa il Popolo del Cristallo e il Popolo del Vento diventa il Popolo del Cosmo); contemporaneamente vengono introdotti i Gormiti del Popolo dei Solark, di cui Lord Sol è il leader, e i Gormiti del Popolo degli Eklypsion, di cui Lord Eklos è il leader, a scapito della perdita dei Popoli di Darkan e Meka e dei collezionabili di Trek, Ikor, Eron, Riff e Ao-Ki (nonostante questi ultimi cinque siano parte della serie e abbiano ricevuto nuovi design per l'occasione).
Continua il rilascio della serie tramite "waves", in particolar modo, la Alfa è composta da quattro waves:
- La Wave 8 contiene in tutto tredici Gormiti, suddivisi in sei popoli.
- La Wave 9 contiene in tutto nove Gormiti, suddivisi in cinque popoli.
- La Wave 10 contiene in tutto nove Gormiti, suddivisi in sei popoli più l'Elemental Titan senza popolo (sebbene il collezionabile sia raffigurato nella sua forma affiliata ai Solark).
- La Wave 11 contiene in tutto nove Gormiti, suddivisi in sei popoli.

| Popolo del Cristallo | Popolo dell'Oceano | Popolo del Cosmo | Popolo del Magma | Solark | Eklypsion | Senza popolo                |
| --- | --- | --- | --- | --- | --- | --------------------------- |
| - Alfa Lord Titano (Wave 10) - Alfa Hirok (Wave 11) - Alfa Karak (Wave 9) - Alfa Havok (Wave 8) - Alfa Torak (Wave 8) - Alfa Gorok (Wave 8) | - Alfa Lord Trityon (Wave 10) - Alfa Hydros (Wave 9) - Alfa Akilos (Wave 8) - Alfa Diakos (Wave 10) - Alfa Ikalos (Wave 11) - Alfa Cryos (Wave 11) - Alfa Lord Trityon dorato (Wave 10) | - Alfa Lord Helios (Wave 11) - Alfa Zefyr (Wave 9) - Alfa Typhon (Wave 8) - Alfa Orion (Wave 11) - Alfa Hurricane (Wave 10) - Alfa Wrago (Wave 9) - Alfa Lord Helios dorato (Wave 11) | - Alfa Lord Keryon (Wave 9) - Alfa Koga (Wave 8) - Alfa Vulkan (Wave 11) - Alfa Hurik (Wave 10) - Alfa Saburo (Wave 8) - Alfa Pyron (Wave 9) - Alfa Lord Keryon dorato (Wave 9) | - Lord Sol (Wave 8) - Palladium (Wave 8) - Rodium (Wave 8) - Antium (Wave 10) - Yridium (Wave 11) - Lord Sol dorato (Wave 8) | - Lord Eklos (Wave 8) - Irgur (Wave 8) - Krobok (Wave 9) - Zarnok (Wave 10) - Seskel (Wave 11) - Dronok (Wave 9) | - Elemental Titan (Wave 10) |

### SerieLegends
A fine 2022 esce la serie Legends, una serie unicum che ripropone in una nuova veste reboot (con un proprio cartone svincolato dalla continuità classica) quattro Gormiti di ogni popolo della Prima Serie (esclusi i popoli di Aria e Lava). Ogni personaggio è distribuito in due versioni, una normale e una metallizzata. Per la prima volta nella storia del brand, i Lord non sono presenti nella collezione classica da bustina, bensì venendo solo distribuiti tramite action figures mix-and-match da 7cm (sempre in doppia versione); ciononostante, vengono comunque considerati come parte della collezione base della serie.
| Popolo della Terra | Popolo della Foresta | Popolo dell'Oceano | Popolo del Fuoco |
| --- | --- | --- | --- |
| - Lord Gheos - Trematerra - Talps lo Scavabuche - Lo Scovanascondigli - Lord Gheos (metallizzato) - Trematerra (metallizzato) - Talps lo Scavabuche (metallizzato) - Lo Scovanascondigli (metallizzato) | - Lord Tasarau - Florus l'Avvelenatore - Strapparami il Furioso - Il Picchiatore - Lord Tasarau (metallizzato) - Florus l'Avvelenatore (metallizzato) - Strapparami il Furioso (metallizzato) - Il Picchiatore (metallizzato) | - Lord Poivrons - Medusantica - Martello il Predatore - Tenaglia il Terribile - Lord Poivrons (metallizzato) - Medusantica (metallizzato) - Martello il Predatore (metallizzato) - Tenaglia il Terribile (metallizzato) | - Lord Magmion - Maglio Infuocato - Aracno il Crudele - Il Guardiano Urlante - Lord Magmion (metallizzato) - Maglio Infuocato (metallizzato) - Aracno il Crudele (metallizzato) - Il Guardiano Urlante (metallizzato) |

Serie New Era
la storia segue le vicende di quattro ragazzi terrestri, Glen, Carter, Skye e Zane, i quali vengono scelti nel ruolo di Scion protettori di Gorm (rispettivamente dei Clan di Terra, Acqua, Aria e Fuoco) dalla Custode Gormiana Myridell.
Tramite l'aiuto dei leggendari guerrieri Gormiti, richiamati in evocazione dalle loro Elesfere, il loro compito sarà quello di fermare le brame del malvagio Lord Graven e del suo esercito.
| clan della terra | clan dell'acqua | clan dell'aria | clan del fuoco |
| ---------------- | --------------- | -------------- | -------------- |
| rockard          | aqu             | windel         | fireon         |
| glen             | carter          | skye           | zane           |
|                  |                 |                |                |

### Esclusivi
Durante la lunga vita del brand, diversi personaggi nelle loro forme collezionabili sono stati distribuiti in giro per il mondo in una forma esclusiva, data da colori, effetti, carte o valori di potenza diversi dal normale. Questi esclusivi venivano spesso messi in accompagnamento a vari prodotti secondari, dalle riviste ai playset, per incentivarne l'acquisto. 

Sebbene questi personaggi, facendo eccezione delle varianti che uscivano con le serie stesse, non appartengano a nessuna serie ufficialmente (nonostante il modellino collezionabile di base sia ripreso dai loro mold), essi vengono spesso raggruppati insieme sotto l'unica bandiera di "esclusivi", divisi al massimo per modalità di rilascio o tipologia di variante.

#### EsclusiviGormiti Magazine
A partire dal 2005, in quasi ogni rivista Gormiti Magazine, veniva rilasciato un personaggio con una colorazione esclusiva, facente spesso il verso a serie o gimmick passate. 

Ognuno di essi, fino a Bertz Titanium compreso, comprende anche una carta esclusiva. I tre personaggi Nature Unleashed invece vennero associati alle loro rispettive carte in versione edicola (ovvero con solo scritte in italiano e senza effetto olografico). Per il magazine degli Araldi di Gorm invece, nessun personaggio è stato rilasciato con una carta, mentre i primi tre personaggi sono gli unici ad aver ricevuto anche un foglietto con sopra un codice peculiare per l'app apposita, in maniera simile ai playset e alle action figures delle stesse serie.
- Gheos, il Signore della Potenza Atomic (in uscita col Magazine n.1)
- Tasarau, il Signore della Foresta Atomic (in uscita col Magazine n.2)
- Magmion, il Signore del Male Atomic (in uscita col Magazine n.3)
- Noctis, il Signore dell'Aria Atomic (in uscita col Magazine n.4)
- Poivrons, il Signore del Mare Atomic (in uscita col Magazine n.5)
- Lavion, il Signore del Terrore Atomic (in uscita col Magazine n.6)
- Picchiatore Energheia (con valori card speciali, in uscita col Magazine n.8)
- Schienacciaio Energheia (con valori card speciali, in uscita col Magazine n.9)
- Devilfenix, il Signore dell'Aria Terza serie (con parti mobili, luci e suoni, in uscita col Magazine n.10)
- Grandalbero, il Signore della Foresta Terza serie (con parti mobili, luci e suoni, in uscita col Magazine n.11)
- Medusantica Energheia (con nuovi colori, in uscita col Magazine n.12)
- Strappapensieri (Energheia con colori Mythos, in uscita col Magazine n.13)
- Pungolo, lo Sfuggente (Energheia con colori Mythos, in uscita col Magazine n.14)
- Picchiatore (Energheia con colori Mythos, in uscita col Magazine n.15)
- Mantra, l'Implacabile (Energheia con nuovi colori, in uscita col Magazine n.16)
- Schienacciaio (Energheia con colori Mythos, in uscita col Magazine n.17)
- Malvagius, il Terribile (Energheia con colori Mythos, in uscita col Magazine n.18)
- Gravitus, il Forte (Energheia con colori Mythos, in uscita col Magazine n.19)
- Mastodontico (Energheia con colori Mythos, in uscita col Magazine n.20)
- Rocciatauro (serie Cartoon con colori Elemental Fusion, in uscita col Magazine n.21)
- Troncannone (serie Cartoon con colori Elemental Fusion, in uscita col Magazine n.22)
- Martello, il Predatore (serie Cartoon con colori Elemental Fusion, in uscita col Magazine n.23)
- Magica Vedetta (serie Cartoon con colori Elemental Fusion, in uscita col Magazine n.24)
- Guardiano Urlante (serie Cartoon con colori Elemental Fusion, in uscita col Magazine n.25)
- Il Lanciamassi (serie Cartoon con colori Elemental Fusion, in uscita col Magazine n.26)
- Frusta Letale (serie Cartoon con colori Elemental Fusion, in uscita col Magazine n.27)
- Tartantica, la Veggente (serie Cartoon con colori Elemental Fusion, in uscita col Magazine n.28)
- Dragon, il Letale (serie Cartoon con colori Elemental Fusion, in uscita col Magazine n.29)
- Maglio Infuocato (serie Cartoon con colori Elemental Fusion, in uscita col Magazine n.30)
- Il Trematerra (serie Cartoon con colori Elemental Fusion, in uscita col Magazine n.31)
- Sparafuoco (serie Cartoon con colori Elemental Fusion, in uscita col Magazine n.32)
- Diamantes (serie L'era dell'eclissi suprema con colori Titanium, in uscita col Magazine n.33)
- Franaroccia (serie L'era dell'eclissi suprema con colori Titanium, in uscita col Magazine n.34)
- Cornolmo, l'Inarrestabile (serie L'era dell'eclissi suprema con colori Titanium, in uscita col nuovo Magazine n.2)
- Bertz, il Consigliere dei Cieli (serie L'era dell'eclissi suprema con colori Titanium, in uscita col nuovo Magazine n.3)
- Agrom Nature Unleashed Armatura di Titanio (con inserti argentati, in uscita col nuovo Magazine n.19)
- Magor Nature Unleashed Fiamme della Notte (con parti che si illuminano al buio, in uscita col nuovo Magazine n.20)
- Piron Nature Unleashed Fluido di Cristallo (con colori semitrasparenti, in uscita col nuovo Magazine n.21)
- Vulkan (Wave 1 dorato, in uscita col Magazine Araldi n.1 e n.11, poteva inoltre capitare casualmente allegato con un Magazine Araldi dal n.31 compreso in poi)
- Typhon (Wave 1 dorato, in uscita col Magazine Araldi n.2 e n.11, poteva inoltre capitare casualmente allegato con un Magazine Araldi dal n.31 compreso in poi)
- Akilos (Wave 1 dorato, in uscita col Magazine Araldi n.3 e n.11, poteva inoltre capitare casualmente allegato con un Magazine Araldi dal n.31 compreso in poi)
- Lord Electryon (Wave 4 dorato ma con posa "sottile" reminiscente del materiale promozionale, in uscita col Magazine Araldi n.6, n.13, n.24 e n.26, poteva inoltre capitare casualmente allegato con un Magazine Araldi dal n.31 compreso in poi)
- Ultra Lord Keryon (Wave 4 argentato ma con posa "sottile" reminiscente del materiale promozionale, in uscita col Magazine Araldi n.7, n.20 e n.30, poteva inoltre capitare casualmente allegato con un Magazine Araldi dal n.31 compreso in poi)
- Nukleor (Wave 4 argentato ma con posa "sottile" reminiscente del materiale promozionale, in uscita col Magazine Araldi n.8, n.16 e n.29, poteva inoltre capitare casualmente allegato con un Magazine Araldi dal n.31 compreso in poi)
- Motak (Wave 4 dorato ma con posa "sottile" reminiscente del materiale promozionale, in uscita col Magazine Araldi n.9 e n.16, poteva inoltre capitare casualmente allegato con un Magazine Araldi dal n.31 compreso in poi)
- Lord Titano (Wave 1 dorato ma con posa "sottile" reminiscente del materiale promozionale, in uscita col Magazine Araldi n.11 e n.27, poteva inoltre capitare casualmente allegato con un Magazine Araldi dal n.31 compreso in poi)
- Alfa Koga (Wave 8 dorato, in uscita col Magazine Araldi n.14 e n.25, poteva inoltre capitare casualmente allegato con un Magazine Araldi dal n.31 compreso in poi)
- Alfa Saburo (Wave 8 dorato, in uscita col Magazine Araldi n.15 e n.25, poteva inoltre capitare casualmente allegato con un Magazine Araldi dal n.31 compreso in poi)
- Alfa Akilos (Wave 8 dorato, in uscita col Magazine Araldi n.18 e n.29, poteva inoltre capitare casualmente allegato con un Magazine Araldi dal n.31 compreso in poi)
- Alfa Zefyr (Wave 9 dorato, in uscita col Magazine Araldi n.22, poteva inoltre capitare casualmente allegato con un Magazine Araldi dal n.31 compreso in poi)
- Alfa Diakos (Wave 10 dorato, in uscita col Magazine Araldi n.23, poteva inoltre capitare casualmente allegato con un Magazine Araldi dal n.31 compreso in poi)
- Krobok (Wave 9 dorato, in uscita col Magazine Araldi n.28, poteva inoltre capitare casualmente allegato con un Magazine Araldi dal n.31 compreso in poi)

#### Esclusivi monocromo
Una delle varianti di esclusivi più diffuse nel brand (anche escludendo i sopracitati esclusivi) è quella dei modellini monocromatici, spesso in pittura o plastica oro o argento, che in alcuni casi veniva giustificata come un vero e proprio power-up gormitico. Qui sotto sono elencati alcuni di questi esclusivi:
- Kolossus, Dedalo, Rocciatauro, Diamantes, Stalattite e Lanciamassi Seconda Serie (dorati, senza carte, in uscita italiana con lo zaino scolastico serie Final Evolution)
- Skorpios e Brags Final Evolution (dorati, con carte esclusive, in uscita italiana con il playset del Vulcano serie Cartoon)
- Lord Agrom e Firespitter Nature Unleashed (dorati, con carte esclusive, in uscita italiana con il Befanone Boy di fine 2012)
- Lord Titano Serie 2018 (dorato, con carta esclusiva riconoscibile dal codice sul retro cominciante con "TM", in uscita italiana con la calza della befana 2019)
- Lord Helios Serie 2018 (dorato, senza carta, in uscita italiana con l'Isola di Gorm 2018)
- Lord Voidus Serie 2018 (dorato, senza carta, in uscita solo estera con le bustine della serie)

#### Esclusivi recolor
Un'altra popolare varianti di esclusivi (anche escludendo i sopracitati esclusivi) è quella dei modellini recolor, ovvero dove il personaggio usa un'intera palette cromatica ma formata da colori diversi dal normale (sia in riferimento a vecchie serie che totalmente originali), che in alcuni casi veniva giustificata come un vero e proprio power-up gormitico. Qui sotto sono elencati alcuni di questi esclusivi:
- Signore della Terra serie Cartoon (con colori ed effetti tipici del Popolo del Diamante Final Evolution, con carta esclusiva, in uscita italiana con il videogioco Gormiti: Gli eroi della natura per Wii)

#### Esclusivi potenziati
Un'altra possibile variante di esclusivi gormitici (anche escludendo i sopracitati esclusivi) è quella dove il modellino o la carta erano potenziati rispetto al normale, pur non presentando necessariamente grandi variazioni estetiche. Qui sotto sono elencati alcuni di questi esclusivi:
- Armageddon Final Evolution (con valore 15 sotto al piede, con carta esclusiva, in uscita italiana con l'album delle figurine Gormiti: la Saga Completa)

## Altri media

### Narrativa
Nel corso della storia del brand, diversi albi a fumetti, raccolte di racconti o libri sono stati rilasciati come aggiunta al canone del franchise:
- Gormiti Magazine (2006-presente), la rivista ufficiale del brand, che presenta al suo interno articoli di vario genere, adattamenti a fumetti delle varie serie dei Gormiti e materiale pubblicitario sul franchise, assieme ad avere in allegato ad ogni numero vari gadget gormitici e quasi sempre un Gormita esclusivo. Ha avuto finora tre diverse edizioni: la prima (che fu divisa in due fasce a partire dal numero 13) durata 34 albi dal 2006 al 2010 (coprente le serie dalla Prima Serie alla Eclissi Suprema), la seconda durata 23 albi dal 2010 al 2013 (coprente le serie dalla Eclissi Suprema alla Nature Unleashed) e la terza ancora in produzione dal 2019 (coprente le serie dalla Serie 2018 alla Alfa).
- I Libri dei Gormiti (2007), una collana di dodici libri distribuita nelle edicole e raccogliente la storia del franchise dalla Prima Serie fino alla Terza Serie, per poi impegnare gli ultimi volumi per presentare in anteprima le serie Mythos ed Energheia.
- Gormiti Final Evolution - serie di libri (2008), una serie di dodici libri distribuita nelle edicole come allegati al Corriere della Sera e a TV Sorrisi e Canzoni, sequel della collana "I Libri dei Gormiti" uscita l'anno prima; è dedicata principalmente alla serie Final Evolution, ma nella seconda metà della collana si inizia anche a parlare della serie Il ritorno dei Signori della Natura, che sarebbe uscita di lì a poco.
- L'Incredibile Mondo dei Gormiti (2009-2010), è una serie di sessantaquattro fascicoli pubblicata da De Agostini in occasione dell'uscita della prima serie animata del franchise, che ripropone la storia del brand fino a quel momento più una storia inedita ambientata durante la serie Il ritorno dei Signori della Natura, assieme a degli allegati esclusivi per ricreare un'esposizione da collezione dell'Isola di Gorm e dei suoi abitanti di quella serie.

### Cortometraggi
Nella metà degli anni 2000 furono realizzati alcuni corti animati dei Gormiti, distribuiti in direct-to-video, spesso in allegato al Gormiti Magazine:
- Le origini (2004), adattamento della Prima Serie dei Gormiti;
- La grande Eclissi (2006), adattamento della Seconda Serie dei Gormiti;
- Il grande Inganno (2007), adattamento della serie Atomic - inedito in Italia[3];
- L'eclissi finale (2007), adattamento della Terza Serie;
- Attacco su Gorm (2008), adattamento della serie Mythos;
- Scontro Finale (2008), adattamento della serie Mythos, con riferimenti alla serie Energheia;
- Gormiti: Final Evolution (2008), adattamento in quattro parti della serie Final Evolution;
- Gormiti: The Legend Begins (2008), remake in computer grafica del primo cortometraggio della serie, Le origini, adattamento della Prima Serie e della serie Energheia - inedito in Italia[4];
- Gormiti: L'infinita energia della luce (2011), adattamento della serie Luxion, prequel delle serie precedenti.

### Televisione
A partire dal 2008 sono state realizzate 4 serie animate e una serie per la prima volta in live action basate sul franchise:

### Serie animate
- Gormiti, che miti (2008-2011), sequel della serie di cortometraggi Gormiti: Final Evolution, composta da 3 stagioni, denominate Gormiti - Il ritorno dei signori della natura, Gormiti - L'era dell'eclissi suprema e Gormiti - L'evoluzione Neorganic. Tutte e tre le stagioni sono state coprodotte da Marathon Media e Giochi Preziosi. In Italia gli episodi sono andati in onda su Italia 1 a partire dal 27 ottobre 2008[5];
- Gormiti Nature Unleashed (2012-2013), soft reboot della serie, ambientato 3000 anni dopo la precedente serie animata. Narra del risveglio del malvagio Magor e del viaggio che i quattro principi di Gorm intraprendono per sconfiggerlo. È andata in onda su Cartoon Network dal 17 settembre 2012 al 9 gennaio 2013;
- Gormiti (2018-2021), reboot completo del franchise. Presenta dei personaggi e dei Popoli completamente nuovi. È stata annunciata nel 2017[6] ed è andata in onda sia su Rai Gulp che su Rai Yoyo a partire dal 1º ottobre 2018, per un totale di 3 stagioni e 79 episodi;
- Gormiti Legends (2022), ulteriore reboot del franchise, che riprende alcuni dei primi personaggi dei Gormiti, uscito in Italia esclusivamente sul web, mentre in Spagna anche in televisione sul canale televisivo Clan. Si tratta di una serie di 10 episodi da 3 o 4 minuti ciascuno.

### Serie live action
- Gormiti - The New Era (2024): altro reboot completo, è la prima serie live action, ed è prodotta da Rainbow.[7] Si compone di una stagione da 20 episodi divisi in due parti,[8] ed è stata girata in Italia e recitata in inglese, andata in onda in anteprima su Rai 2 dal 28 ottobre 2024 all'8 novembre dello stesso anno.[7][9]

### Lungometraggi
- Gormiti - Il ritorno alle origini: Final Evolution - La saga (2008), film di montaggio tratto dalla serie di cortometraggi animati Gormiti: Final Evolution. È uscito in direct-to-video e ha anche avuto una messa in onda televisiva a dicembre 2008 su Italia 1. Il film raggruppa i 4 corti animati dedicati all'adattamento di Final Evolution, ma con diverse scene tagliate;
- Gormiti - La chiamata dei lord (2020), film di montaggio che propone scene cruciali prese dai primi 52 episodi, più 10 minuti di scene inedite tratte dagli episodi 53 e 54. Il film è stato pubblicato in DVD il 10 settembre 2020, mentre è andato in onda su Rai Yoyo il 12 dicembre successivo.

### Videogiochi
Oltre ai vari giochi portatili LCD (prodotti tra la Terza serie e la serie Neorganic), uscirono vari videogiochi per diverse console e dal 2012 anche per Android e iOS.
- Gormiti: The Masters of the Gorm Island (2006)[10]
- Gormiti 2: Lotta Oscura (2007)[10]
- Gormiti 3: Agguato nella Valle (2007)[10]
- Gormiti Game Arena (2009)
- Gormiti: Gli eroi della natura (2010)[11]
- Gormiti: Shards of Power (2013)
- Gormiti Digital Card (2013)
- GormitiColussi (2013)
- Gormiti (2018)